# Coppa Italia di Serie A2 2009-2010 (pallavolo maschile)
La Coppa Italia di Serie A2 di pallavolo maschile 2009-2010 è stata la 13ª edizione della coppa nazionale d'Italia della serie cadetta e si è svolta dal 13 al 31 gennaio 2010. Al torneo hanno partecipato 8 squadre di club italiane e la vittoria finale è andata per la prima volta alla M. Roma Volley.

## Regolamento
Hanno partecipato al torneo le prime otto squadre classificate al termine del girone d'andata della regular season della Serie A2 2011-12, che hanno disputato quarti di finale, semifinali e finale.

## Torneo

### Tabellone
|  | Quarti di finale | Quarti di finale | Quarti di finale |                 |                    | Semifinali | Semifinali | Semifinali |  |  | Finali | Finali  | Finali |
|  |                  |                  |                  |                 |                    |            |            |            |  |  |        |         |        |
|  | 2                | M. Roma          | 3                |                 |                    |            |            |            |  |  |        |         |        |
|  | 7                | Lupi Santa Croce | 0                |                 |                    |            |            |            |  |  |        |         |        |
|  | 7                | Lupi Santa Croce | 0                |                 | 2                  | M. Roma    | 3          |            |  |  |        |         |        |
|  |                  |                  |                  |                 | 2                  | M. Roma    | 3          |            |  |  |        |         |        |
|  |                  | 6                | Reima Crema      | 0               |                    |            |            |            |  |  |        |         |        |
|  | 3                | 6                | Reima Crema      | 0               | Argos              | 0          |            |            |  |  |        |         |        |
|  | 3                |                  |                  |                 | Argos              | 0          |            |            |  |  |        |         |        |
|  | 6                | Reima Crema      | 3                |                 |                    |            |            |            |  |  |        |         |        |
|  |                  |                  |                  |                 |                    |            |            |            |  |  | 2      | M. Roma | 3      |
|  |                  |                  | 5                | Zinella Bologna | 0                  |            |            |            |  |  |        |         |        |
|  | 1                | New Mater        | 3                |                 |                    |            |            |            |  |  |        |         |        |
|  | 8                | Padova           | 0                |                 |                    |            |            |            |  |  |        |         |        |
|  | 8                | Padova           | 0                |                 | 1                  | New Mater  | 2          |            |  |  |        |         |        |
|  |                  |                  |                  |                 | 1                  | New Mater  | 2          |            |  |  |        |         |        |
|  |                  | 5                | Zinella Bologna  | 3               |                    |            |            |            |  |  |        |         |        |
|  | 4                | 5                | Zinella Bologna  | 3               | Robur Angelo Costa | 2          |            |            |  |  |        |         |        |
|  | 4                |                  |                  |                 | Robur Angelo Costa | 2          |            |            |  |  |        |         |        |
|  | 5                | Zinella Bologna  | 3                |                 |                    |            |            |            |  |  |        |         |        |

### Risultati

#### Quarti di finale
| 13 gennaio 2010 - ore 20:30 PalaGrotte, Castellana Grotte     | New Mater          | 3 - 0 | Padova           | 25-21, 25-20, 25-21               |
| 13 gennaio 2010 - ore 20:30 PalaDeAndré, Ravenna              | Robur Angelo Costa | 2 - 3 | Zinella Bologna  | 18-25, 25-21, 25-15, 23-25, 11-15 |
| 13 gennaio 2010 - ore 20:30 Palazzetto dello Sport, Roma      | M. Roma            | 3 - 0 | Lupi Santa Croce | 25-19, 25-19, 25-21               |
| 13 gennaio 2010 - ore 20:30 Palazzetto dello Sport, Frosinone | Argos              | 0 - 3 | Reima Crema      | 21-25, 25-27, 24-26               |

#### Semifinali
| 20 gennaio 2010 - ore 20:30 PalaGrotte, Castellana Grotte | New Mater | 2 - 3 | Zinella Bologna | 27-29, 34-36, 25-19, 29-27, 17-19 |
| 20 gennaio 2010 - ore 20:30 Palazzetto dello Sport, Roma  | M. Roma   | 3 - 0 | Reima Crema     | 25-11, 25-18, 25-19               |

#### Finale
| 31 gennaio 2010 - ore 15:00 PalaTerme, Montecatini Terme | M. Roma | 3 - 0 | Zinella Bologna | 25-15, 25-21, 27-25 |